# Valenopsalis
Valenopsalis es un género extinto de mamífero que vivió durante el Paleoceno en América del Norte . Se han encontrado restos en Montana, Wyoming y Saskatchewan. Aunque originalmente se incluyó en el género Catopsalis (C. joyneri), se ha trasladado más recientemente a su propio género, ya que se entendía que el primero era un Taxón cajón de sastre. Actualmente se considera el representante más básico de Taeniolabidoidea.